# 5075 Goryachev

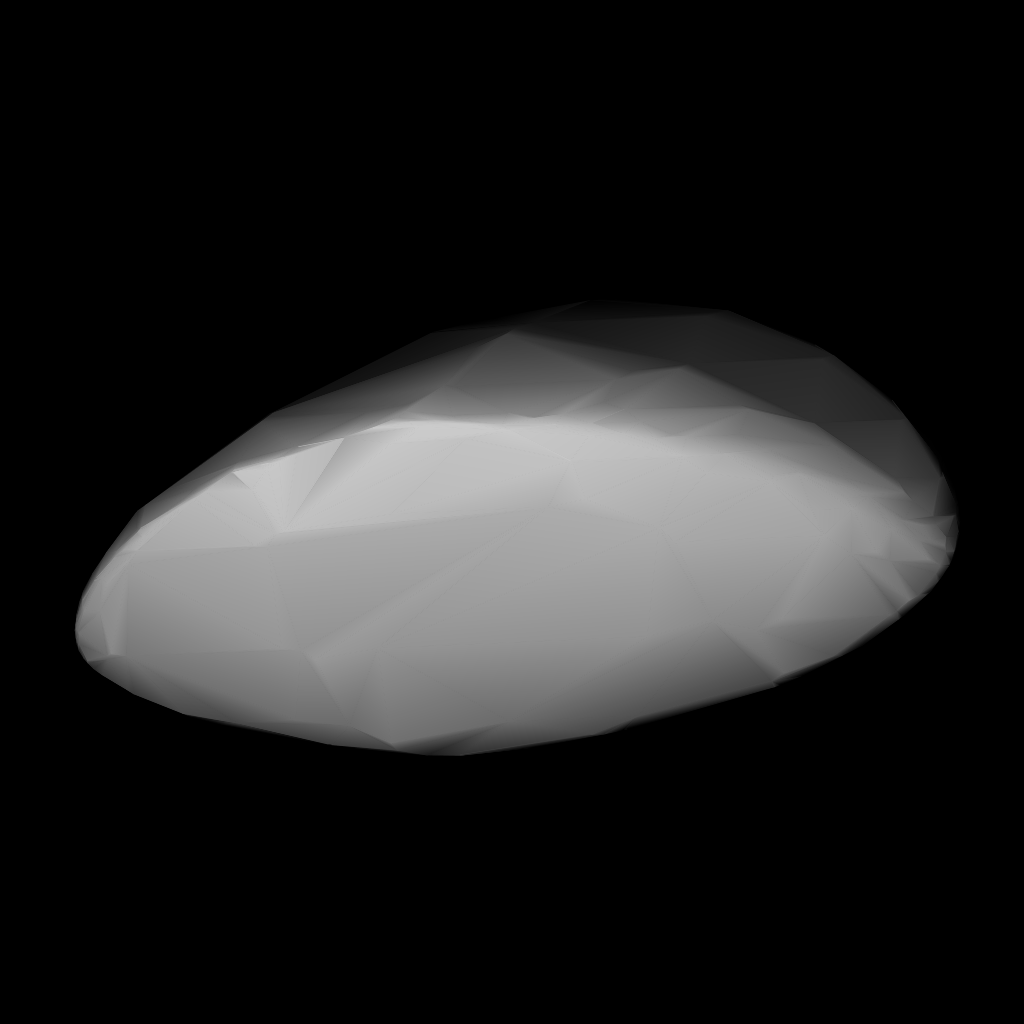
Model tridimensional al asteroidului 5075 Goryachev

5075 Goryachev este un asteroid din centura principală de asteroizi.

## Descriere
5075 Goryachev este un asteroid din centura principală de asteroizi. A fost descoperit pe 13 octombrie 1969 la Observatorul de Astrofizică din Crimeea de Bella Bournacheva. El prezintă o orbită caracterizată de o semiaxă mare de 2,41 ua, o excentricitate de 0,17 și o înclinație de 1,3° în raport cu ecliptica.